# Долгих, Иван Ильич
Ива́н Ильи́ч Долги́х (1904 — 1 октября 1961) — генерал-лейтенант, начальник ГУЛАГа (1951—1954). Член ВКП(б) с ноября 1931 г. Депутат Совета Национальностей Верховного Совета СССР 3 созыва.

## Биография
Родился в д. Матвеевка Ливенского уезда Орловской губернии в крестьянской семье.
В 1918 году окончил 2-классную школу в с. Здовечу, затем в 1922 году 7 групп школы второй ступени в с. Ливны. В 1954 г., будучи начальником ГУЛАГ, окончил Всесоюзный заочный юридический институт.
- Секретарь сельсовета (март 1920 — декабрь 1922) и уполномоченный (январь 1923 — декабрь 1925) в д. Матвеевка Кудиновского уезда Орловской губернии.
- Затем конторщик месткома Союза железнодорожников, ст. Красный Лиман (январь 1926 — март 1928).

### Работа в органах ОГПУ-НКВД-МВД
- делопроизводитель, агент, помощник уполномоченного, уполномоченный Экономического отдела Отделения дорожно-транспортного отдела ОГПУ ст. Красный Лиман март 1928—1931;
- уполномоченный Экономического отдела Дорожно-транспортного отдела ОГПУ Южной железной дороги 1931 — апрель 1932;
- старший уполномоченный Экономического отдела Отделения дорожно-транспортного отдела ОГПУ ст. Дебальцево, апрель 1932 — февраль 1934;
- старший уполномоченный Экономического отдела Дорожно-транспортного отдела ОГПУ-НКВД Южной железной дороги, Харьков 02.1934-06.1935;
- начальник оперпункта Транспортного отдела НКВД, ст. Гребёнка Юго-Западной железной дороги 06.35-1935;
- начальник 2 отд-я Транспортного отдела УГБ УНКВД Харьковской обл. 1935-07.37;
- начальник 2 отд-я Дорожно-транспортного отдела НКВД Южной железной дороги 08.37-04.05.39;
- начальник Дорожно-транспортного отдела НКВД Амурской железной дороги 04.05.39-26.02.41;
- начальник УНКВД Хабаровского края 26.02.41-31.07.41;
- зам. начальника УНКВД Хабаровского края 08.41-07.05.43;
- начальник УНКВД-УМВД Хабаровского края 07.05.43-19.01.49;

В январе 1946 года возглавил специальную команду по подготовке свидетелей обвинения для Токийского трибунала и для получения сведений, полезных для "разоблачения японских милитаристов". В работе группы в общей сложности принимало участие более 1000 человек сотрудников НКВД/МВД. Поставщиками материалов являлись 170 генералов Квантунской армии и 22 министра Маньчжоу-го, содержавшиеся на «спецобъекте № 45» (ныне там Хабаровская городская поликлиника №3) и более 300 военнопленных старших офицеров в специальном лагере на «Черной речке». 
- министр внутренних дел Казахской ССР 19.01.49-31.01.51;
- начальник ГУЛАГа (МВД СССР — Министерство юстиции СССР — МВД СССР) 31.01.51-05.10.54;
- член коллегии МВД СССР 05.01.52-11.03.53;

Главный организатор подавления восстания политических заключенных в лагере Кенгир в июне 1954 г. На рассвете 26 июня в лагерь, находившийся на протяжении 40 дней под контролем восставших, вошли 1 700 военнослужащих и 5 танков Т-34, которые давили гусеницами безоружных людей, в том числе женщин. Накануне подавления, 25 июня, награждён за выслугу лет орденом Ленина. По предположению Н. А. Формозова получение руководством комиссии, включая Долгих, высоких наград за выслугу лет было пышно отмечено, это объясняет, почему усмирявшие Кенгир военнослужащие, включая танкистов, были сильно пьяны, и стало одной из причин массовых жертв при подавлении восстания.
- старший инспектор Контрольной инспекции МВД СССР 05.05.55-22.02.56;

### После отставки
- 05.10.1954 уволен с поста начальника ГУЛАГа (МВД СССР, более 5 месяцев был без работы (??), принят с понижением на должность старшего инспектора Контрольной инспекции МВД СССР.
- 22.02.1956 уволен с должности старшего инспектора Контрольной инспекции МВД СССР с формулировкой «по фактам дискредитации».
- 24.04.1956 исключен из КПСС парткомом МВД СССР с формулировкой за «грубое нарушение социалистической законности».
- 13.06.1956 лишен звания генерал-лейтенанта на основании Постановления СМ СССР № 798—444с «за нарушение социалистической законности при ведении следствия и фальсификацию следственных дел».

## Звания
- лейтенант ГБ 23.02.36;
- старший лейтенант ГБ 22.06.39;
- капитан ГБ 01.03.41;
- майор ГБ 03.04.42;
- полковник ГБ 14.02.43;
- комиссар ГБ 24.04.43;
- комиссар ГБ 3 ранга 02.07.45;
- генерал-лейтенант 09.07.45.

## Награды
Награждён:
- знак «Почётный работник ВЧК-ГПУ (XV)» 09.05.38;
- орден Трудового Красного Знамени 28.11.41;
- знак «Заслуженный работник НКВД» 15.08.42.
- орден Красного Знамени 20.09.43;
- орден Красной Звезды 03.11.44;
- 2-й орден Красной Звезды 13.12.44;
- 3-й орден Красной Звезды, 24.02.45;
- орден Отечественной войны I степени 16.09.45;
- 2-й орден Красного Знамени 06.08.49;
- 2-й орден Трудового Красного Знамени 19.09.52;
- орден Ленина 25.06.54 (за выслугу лет);
- Имеет 4 медали;